# 猛き黄金の国 柳生宗矩
『猛き黄金の国 柳生宗矩』（たけきおうごんのくに やぎゅうむねのり）は、本宮ひろ志による日本の漫画作品。
集英社『ビジネスジャンプ』にて2010年9号から2011年9号まで連載された。単行本は同社ヤングジャンプ・コミックスにて全3巻。
徳川家光に剣術指南役として仕えた柳生宗矩を主人公にした一代記。織田信長の時代から宗矩が死去する正保3年（1646年）までを舞台とし、宗矩の回想などを挟みながらストーリーを展開していく。エピローグとして、幕末の文久3年（1863年）に、坂本龍馬が江戸下谷の廣徳寺へ宗矩の墓参に訪れるところで完結となる。

## 主な登場人物
柳生宗矩（やぎゅう むねのり）
本作の主人公。家光に何度も諫言する。76歳まで長寿を保ち、様々な激動を乗り越えた剣術・兵法指南役。
織田信長（おだ のぶなが）
戦国の覇者。忍びを嫌い伊賀を攻め滅ぼす。最後は本能寺の変で明智光秀に討たれるが、柳生は明智の動向を知りながら信長には知らせなかった。
豊臣秀吉（とよとみ ひでよし）
信長の後継者である天下人。家康を恐れて自ら亡き後、淀殿を後妻とし、秀頼を養子にするよう求めた。
豊臣秀頼（とよとみ ひでより）
秀吉の後継者。あまりに太りすぎで白豚と呼ばれた。
徳川家康（とくがわ いえやす）
秀吉亡き後の天下人。石田三成ら反対勢力を倒して天下人となる。宗矩の最初の主君。
石田三成（いしだ みつなり）
秀吉の家臣。五奉行。柳生家の親類を含めた子女を秀次事件で処刑するなど周囲から反感を買う。家康からは最後まで何もわからなかったと言われた。
島左近（しま さこん）
三成の家臣。最後の戦国武将。関ヶ原で壮烈な戦死を遂げる。
宮本武蔵（みやもと むさし）
宗矩に対して立ち合いを申し込んだ。
柳生利厳（やぎゅう としよし）
通称は兵庫助。尾張徳川家の剣術指南役。宗矩に代わって武蔵と立ち合う。
柳生三厳（やぎゅう みつよし）
宗矩の長男。通称は十兵衛。家光の前で自らの顔を刃物で抉った。江戸追放となり、諸国を旅することになる。
柳生友矩（やぎゅう とものり）
宗矩の次男。三厳の弟。通称は左門。三厳に代わり家光の小姓となる。家光の過度の寵愛を見て宗矩は殺害したように見せかけて僧侶にした。
伊達政宗（だて まさむね）
奥州の戦国大名。宗矩と相対する。

## 書誌情報
- 本宮ひろ志 『猛き黄金の国 柳生宗矩』 集英社〈ヤングジャンプ・コミックス〉、全3巻
  1. 2010年9月17日発売 ISBN 978-4-08-879036-7
  2. 2011年1月19日発売 ISBN 978-4-08-879097-8
  3. 2011年5月19日発売 ISBN 978-4-08-879150-0